# Gergely szerémi püspök
Gergely (XIV. század) magyar katolikus főpap.

## Élete
Ferences rendi szerzetesből lett szerémi püspök (1334. június 16.–1335. november 2.), XXII. János pápa tisztségében 1334. június 16-án erősítette meg. Egyes források szerint székét még 1336. február 28-án is betöltötte, ám az 1336. február 29.–április 25. között üres.